# Strofa
Nella letteratura e nella metrica, la strofa (o strofe) è un gruppo di versi, di numero e di tipo fisso o variabile che vengono organizzati secondo uno schema, in genere ritmico, seguito da una pausa.
È nota anche con il nome di stanza, termine preferito per le canzoni.
Per poter definire i vari tipi di strofe occorre prendere in considerazione sia la successione delle rime sia il numero dei versi.
La strofa può quindi essere considerata un sistema ritmico che viene stabilito dalla combinazione delle rime e dalla struttura metrica dei versi che la compongono.
Le forme più frequenti sono il distico, la terzina, la quartina, la sestina, l'ottava. Più rare le strofe pentastiche ed eptastiche, rispettivamente di cinque e sette versi.

## Strofa nella metrica greca e latina
Nella metrica classica, la strofa è una componente caratterizzante del canto della branca della lirica detta "corale", e del coro del teatro, sia in tragedia che nella commedia.
Comparve nel teatro greco con l'evoluzione della lirica corale, quando i due cori, che in precedenza si trovavano a destra e a sinistra del palco, si combinarono per cantare insieme all'unisono, o diedero la possibilità al corifeo di cantare per loro, rimanendo in centro.
Nelle odi compare dopo ogni coppia di strofe/antistrofe, da cui si differenzia metricamente, rispondendo invece agli altri epòdi della stessa ode. Al contrario, nei canti corali della tragedia e della commedia non è sempre presente dopo la coppia strofe/antistrofe.
Secondo la tradizione, questa struttura metrica fu inventata da Archiloco, ma in ogni caso si diffuse nelle odi della citarodia e divenne un elemento fisso della lirica corale a partire da Stesicoro. Si estese anche al di fuori di queste forme di letteratura. Ad esempio nella poesia latina fu coltivato, come arcaismo, sia come poesia a sé stante sia come parte dell'ode. Ad esempio, gli epitalami di Catullo riportano sequenze di strofe, antistrofe ed epòdo.
Ispirandosi sia allo stile sia al contenuto delle opere di Archiloco, Carducci chiamò Giambi ed Epodi (1882) una raccolta di poesie satiriche e polemiche.
Le parti cantate del coro consistono in strofe di versi lirici, articolate in una serie di strofe, antistrofe ed epodo. Dal greco στροφή (giro), il termine indica il percorso circolare che il coro compie danzando nell'orchestra del teatro, o in un'area addetta alle esecuzioni del canto corale. Per estensione la parola è utilizzata quando si parla di lirica corale greca, per indicare il testo poetico del canto che il coro esegue mente compie un giro d'orchestra, e la tecnica della strofe, antistrofe ed epodo è ricorrente nei lirici corali, oltre che nel teatro, come Simonide, Pindaro, Bacchilide, Alcmane, Ibico, Stesicoro.

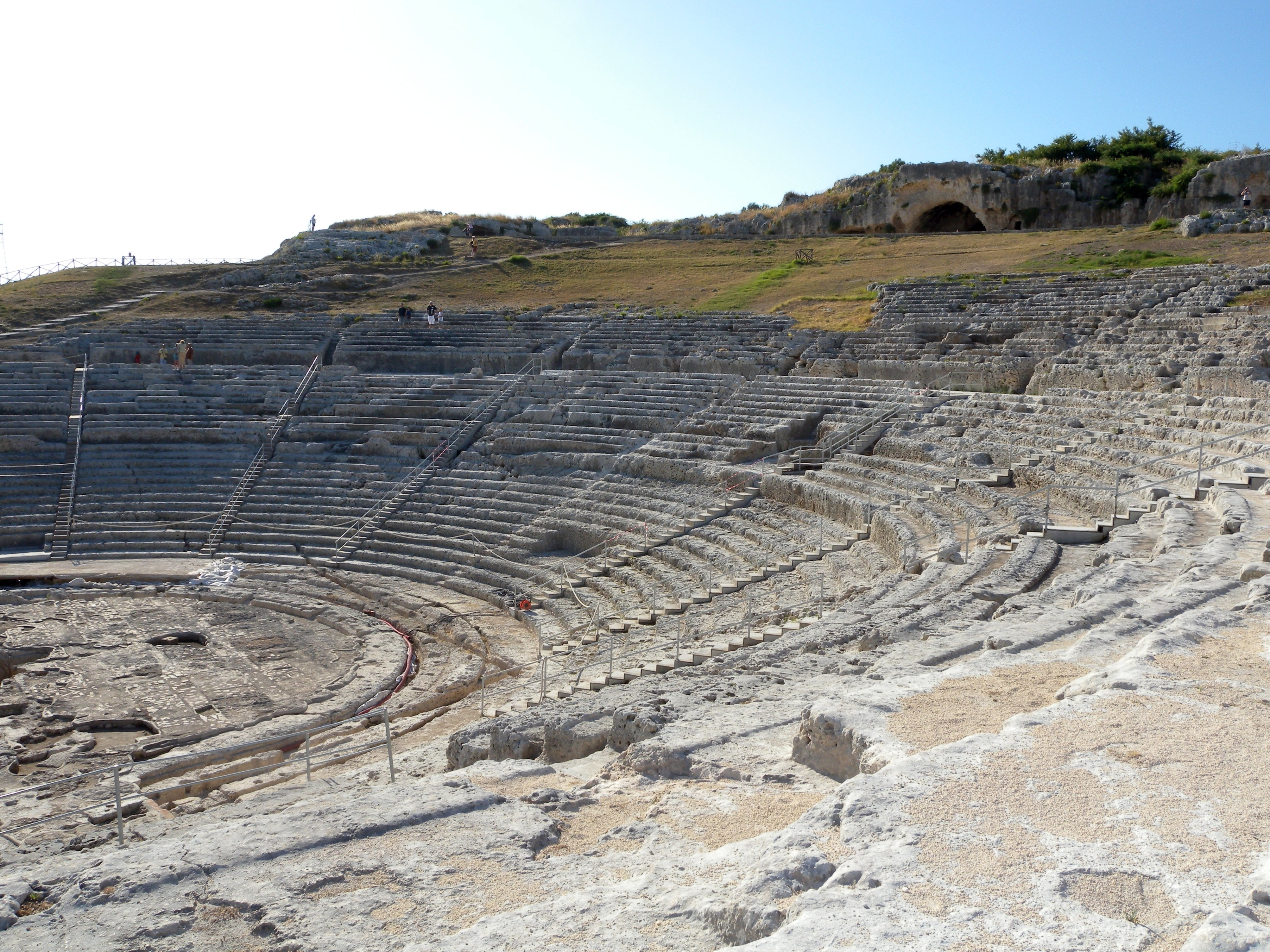
Teatro greco di Siracusa

L'orchestra del teatro greco era di forma circolare, l'orchestra semicircolare di molti teatri greci è frutto di ristrutturazioni di età tardo ellenistica, e poi romana, e si spiega con il graduale venir meno della funzione principale del coro nell'età classica e antica nelle rappresentazioni. Normalmente un brano di lirica corale prevede la sequenza di un numero variabile di strofe, nella lirica corale e nei cori teatrali ad ogni strofe seguiva un'antistrofe, caratterizzata dallo stesso schema metrico della strofe. Verosimilmente a giudicare dall'etimologia della parola, l'antistrofe veniva eseguita dal coro percorrendo l'orchestra in senso contrario al giro della strofe.
La strofe e l'antistrofe si alternavano secondo schemi diversi nella lirica corale, e nei cori di tragedia. Le composizioni corali di Pindaro, Simonide e Bacchilide erano costruite sullo schema detto "triade stesicorea": ogni brano era costituito da un numero variabile di triadi (strofe, antistrofe, epodo), ogni strofe e antistrofe si basava sullo stesso schema metrico, mentre l'epodo aveva schema diverso da quello di strofe e antistrofe; ogni epodo aveva comunque schema metrico e identico a quello di tutti gli altri epodi. Lo schema della triade stesicorea è A (strofe), A1 (antistrofe), B (epodo), l’Olimpica I' di Pindaro ad esempio è costituita da 4 triadi stesicoree.
I cori di commedie e tragedie erano invece costituiti normalmente da un numero variabile di coppie strofiche, ossia strofe e antistrofe a ripetizione, dove lo schema metrico si ripeteva, ma era sempre diverso da quelle delle altre coppie, secondo la seguente alternanza:
- A (strofe) - A1 (antistrofe)
- B (strofe) - B1 (antistrofe) ecc..

Per far comprendere la diversità della regolarità delle strofe nei lirici corali, e della variazione libera nel coro tragico, si forniranno degli esempi di triade stesicorea con gli autori Stesicoro, Ibico e Simonide. Si notino le varie sfumature delle morae da due a otto piedi, e delle loro molteplici combinazioni, di sillaba lunga —, breve ∪ e libera X:
- Stesicoro: dalla Gerioneide fr. 15 Page-Davies
  - Antistrofe vv 5-13 composta da dimetro anapestico catalettico (5), dimetro anapestico (6), anap. catalett. (7), anap. (8), dipodia anapestica catalett. (9), dim. anap. (10), dipod. anap. (11), dimetro anap. (12), idem (13)
  - Epodo vv 14-17: dimetro anapestico, dimestro anap. catalettico, teatrametro dattilico (alcmanio).

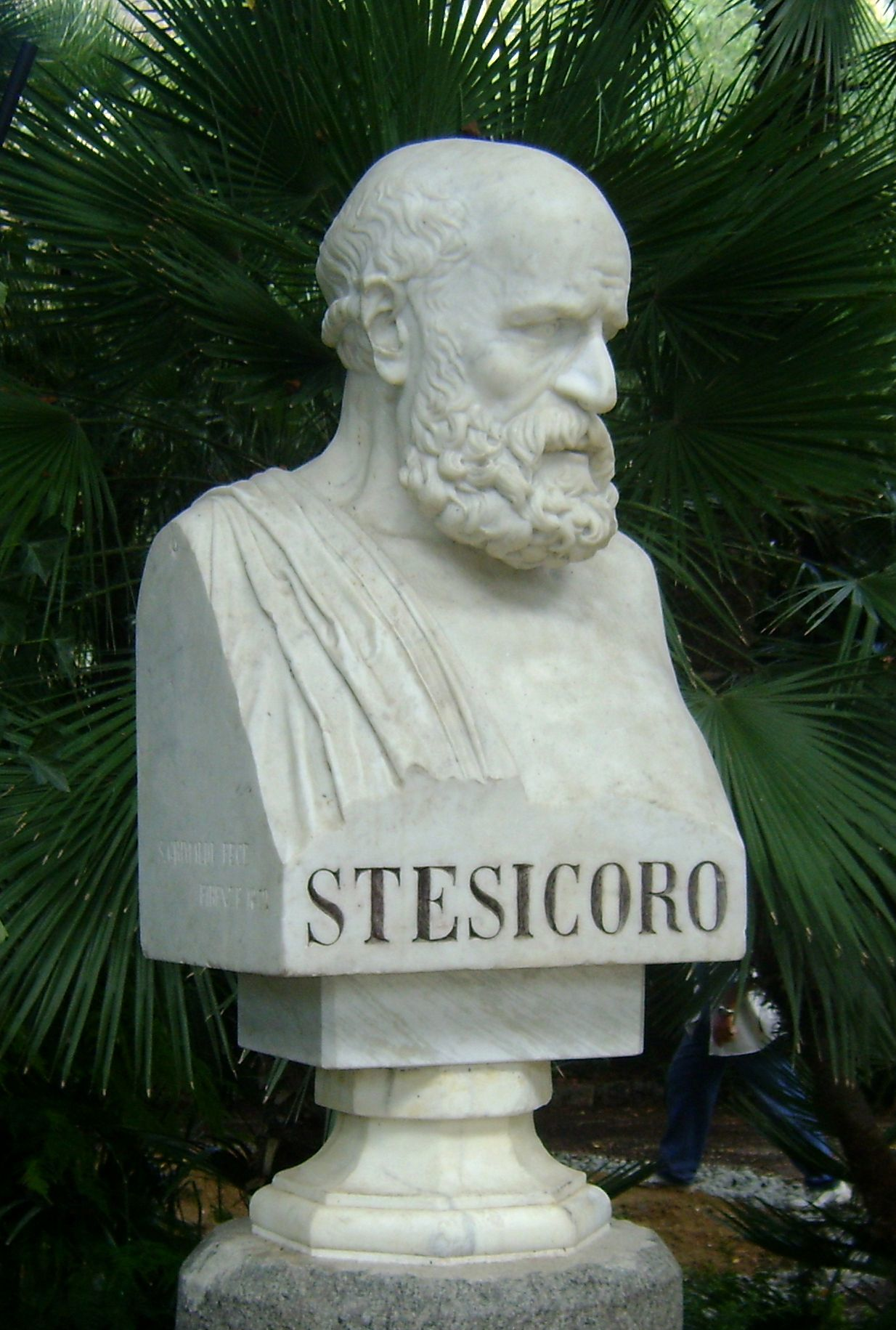
Busto di Stesicoro presso Catania

L'alcmanio è un tetrametro "dattilico" così denominato in riferimento al poeta Alcmane, il quale lo avrebbe creato per esprimere la sua voce in capitolo durante i cori dei Parteni, come nel Partenio del Louvre: l'alcmanio può essere catalettico (— Ū Ū — Ū Ū — Ū Ū — ∪ ∪) o acataletto ( Ū Ū — Ū Ū — Ū Ū — X). Nella lirica oraziana si accoppia, come secondo verso, con l'esametro dattilico nel sistema strofico detto "archilocheo I". Giosuè Carducci ne riprodusse il ritmo nell’Ode Courmayeur, rendendo l'esametro un settenario piano nelle strofe dispari, e tronco nelle pari + novenario, e il tetrametro con un novenario.
- Ibico: Encomio di Policrate (fr. 151 Page-Davies)
  - Strofe e antistrofe vv. 1-4: alcmanio (1), alcmanio (2), hemiepes (3), enoplio (4)
  - Epodo (5 versi): 1, dimetro anapestico catalettico (enoplio), 2, dimetro anap. cat., 3 idem, 4 pentametro eolico, 5 coriambo dimetro dattilico

- le strofe o versi κατὰ στροφήν(katà strophèn): possono essere composte sempre dal medesimo verso oppure da combinazioni di versi diversi. Nella lirica corale tali strofe possono essere create secondo schemi molto complessi, mentre maggiore uniformità si incontra nella lirica monodica, in cui, accanto a strofe ottenute accostando due distici epodici (come avviene nelle Odi di Orazio) sono possibili varie combinazioni. Gli schemi più importanti sono:

Strofe saffica

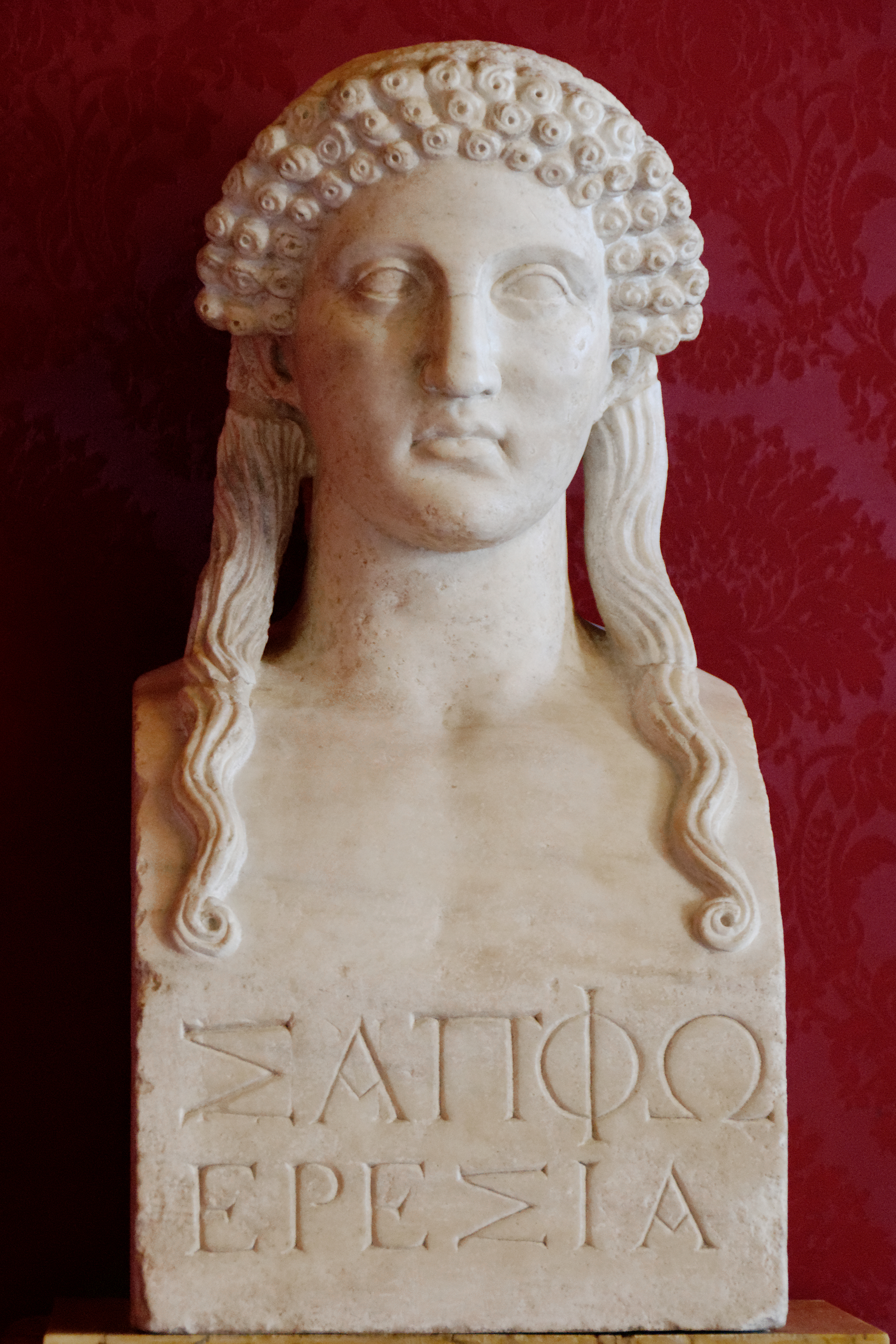
Busto di Saffo conservato nei Musei capitolini a Roma

Nella metrica classica, e in particolare della metrica eolica greca e latina, per strofa saffica (detta anche "minore" per distinguerla da quella "maggiore") si intende una strofa composta da tre endecasillabi saffici (2 trochei, dattilo in terza sede + 2 trochei) e da un verso adonio (dattilo + trocheo).
È attribuita alla celebre poetessa di Lesbo, Saffo. Secondo la tradizione, il primo dei nove libri composti da Saffo e custoditi nella biblioteca di Alessandria era interamente scritto in strofe saffiche per un totale di 1320 versi. La "saffica" fu ampiamente ripresa anche nel mondo latino, in particolare da Catullo.
Schema: 
— ∪ — X | — ∪ ∪ — | ∪ — X
L'endecasillabo saffico di ampio impiego nella lirica tanto greca che latina, è una formazione analoga all'endecasillabo falecio. Esso è composto da un dimetro coriambico II, le cui sillabe libere assumono di norma la forma del ditrocheo, e da un monometro giambico catalettico. Il ditrocheo ammette la lunga irrazionale al secondo piede, come di norma per le sizigie trocaiche; altre combinazioni delle sillabe libere iniziali si incontrano sporadicamente nella poesia drammatica, in cui anche l'endecasillabo saffico si incontra sporadicamente.
Saffico maggiore
Equivale a un endecasillabo saffico (2 trochei, dattilo in terza sede+ 2 trochei) ripetuto 3 volte come nel "saffico minore", con variazione per l'inserzione di un coriambo (— ∪ ∪ —) dopo lo spondeo del secondo piede.
Nella poesia latina, Orazio regolarizza ulteriormente l'endecasillabo, rendendo obbligatoria la forma epitritica per il ditrocheo (— ∪ — —) e fissando la cesura del verso dopo la prima lunga del coriambo. Ad esempio:
Quem virum aut heroa lyra vel acri
tibia sumis celebrare, Clio? (Orazio, Odi I 12 v. 1-2)
Sempre ad Orazio si deve la prima forma nota, forse da lui stesso inventata, del saffico maggiore, che sta al saffico come l'asclepiadeo maggiore sta all'asclepiadeo minore, da cui deriva tramite l'inserzione di un coriambo. Lo schema è 
— ∪ — X | — || ∪ ∪ — || — ∪ ∪ — |∪ — X
Es. Saepe trans finem iaculo nobilis expedito (Orazio, Odi I, 8, v. 12)
Adonio
L'adonio è un verso composto di un dattilo e di uno trocheo. Secondo un'altra definizione è una dipodia dattilica catalettica in disyllabam in quanto la sillaba finale è anceps e l'ultimo piede può esse inteso come un dattilo catalettico. Era una cadenza veloce composta da solo cinque sillabe. Secondo la tradizione era usato come sorta di ritornello con l'invocazione ad Adone in alcuni componimenti dal ritmo vivace. Molto usato nella strofa saffica in cui costituiva il quinario di chiusura dopo tre endecasillabi saffici minori.
Strofe alcaica
La strofe alcaica prende il nome dal poeta eolico Alceo, è composta da due endecasillabi alcaici, un enneasillabo e un decasillabo. Talvolta la si può trovare disposta su tre versi, poiché vengono l'enneasillabo al decasillabo. Si tratta però di un errore, visto che l'unione non è giustificata per l'assenza della sinafia.
Lo schema è:
X— ∪— X —∪∪ —∪ X
X— ∪— X —∪∪ —∪ X
X— ∪— X —∪ —X
—∪∪ —∪∪ —∪ —X
Es.
Ēheū fŭgācēs, Pōstŭmĕ, Pōstŭmĕ
lābūntŭr ānnī, nēc pĭĕtās mŏrām
rūgīs ĕt īnstāntī sĕnēctaē
ādfĕrĕt īndŏmĭtaēquĕ mōrtī
(Orazio, Carme II 14, 1-4)
Lo schema dell'endecasillabo è:
X — ∪ — | X || — ∪ ∪ — | ∪ —
L'endecasillabo alcaico deve il suo nome ad Alceo, che ne fece ampio uso come elemento costitutivo della strofe alcaica; usato nella poesia lirica, questo metro fu introdotto a Roma da Orazio. È composto da un monometro giambico ipercatalettico e da un dodrans I; il monometro iambico, come usuale per le sizigie giambiche, ammette la lunga irrazionale per il primo piede, mentre la sillabe ipercatalettica è indifferens. 
Alcuni esempi:
Vide ut alta stet nive candidum (Orazio, Odi, I, 9, v. 1)
Asclepiadeo
I versi e le strofe asclepiadee prendono il nome dal poeta Asclepiade di Samo, anche se l'inventore di questi versi non è certificato, perché sia l'asclepiadeo maggiore che minore sono già noti dai lirici di Lesbo Saffo e Alceo, forse Asclepiade compose carmi oggi perduti in questo verso, e dunque la tradizione ne attribuì la paternità, come sostiene Orazio nella sua Ars poetica.
- Asclepiadeo minore: secondo la teoria di Efestione è un'esapodia giambica acatalettica, la sola terza dipodia però vi mostra l'andamento giambico puro, mentre le altre due unità di misura prendono la forma di antispasti, di cui il primo può avere nella prima sede la lunga irrazionale, e può talora essere sostituito da una dipodia trocaica. L'antispaso è una dipodia giambica che nella seconda parte viene battuta a contrattempo: la dipodia trocaica può essere considerata come una dipodia giambica del tutto battuta a contrattempo[1]. Dell'asclepiadeo fece uso anche Carducci per le sue Odi barbare[2].

A metà della seconda dipodia c'è una pausa frequente, ma non obbligatoria in greco, al contrario in Orazio, che dà pure la forma costante di spondeo al primo piede. Lo schema metrico: ∪′∪ — ∪∪ — — ∪∪ — ∪ —
Probabilmente l'asclepiadeo minore è da considerare in Orazio come un'esapodia logaedica con lo spondeo irrazionale nel primo piede, due dattili di tre tempi nella seconda e quarta sede, una lunga di 3 tempi nella terza sede e nella pausa verso la fine.
- Asclepiadeo maggiore: è identico al minore, eccezione che il secondo antispasto è ripetuto. Negli originali greci si ha la cesura a metà della seconda, e a metà della terza dipodia. Tali cesure, usate da Catullo come i Greci in maniera facoltativa, in Orazio diventano obbligatorie, il quale ne fa lo stesso uso del minore, solo che dopo la sillaba di tre tempi, un altro dattilo di tre tempi e un'altra sillaba pure di tre tempi: quest'aggiunta rispetto all'asclepiadeo minore è compresa tra due pause.
In Orazio ci sono 5 sfumature della strofe, a meno che le odi composte di soli asclepiadei minori o di soli maggiori non vogliano considerare come composizioni monostiche.[4]

Resterebbe dunque un sistema distico asclepiadeo, dove si alternano un gliconeo II (identico all'asclepiadeo minore con in meno l'antispasto di mezzo) con un asclepiadeo minore, e poi 2 strofe, una composta di 3 asclepiadei minori chiusi da un gliconeo II e un'altra risultante da due asclepiadei minori, seguiti da un ferecrateo II (uguale al gliconeo II con in meno l'ultima sillaba) e da un gliconeo II. 
Lo schema dell'asclepiadeo maggiore: 
- Catulliano: — — — ∪∪ — — ∪∪ — — ∪∪ — ∪ — Ū

Catullo, Liber, I, 30
Àlfen‿ìmmemor àt || qu‿ùnanimìs || fàlse sodàlibùs,

iàm te nìl miserèt, || dùre, tuì || dùlcis amìculì? 
- Oraziano: — — — ∪ ∪ — | — ∪∪ — | — ∪∪ — ∪ — Ū

Orazio, Carmina I, 11, 1
Tū nē quaēsǐĕrīs, || scīrĕ nĕfās, || quēm mǐhǐ, quēm tǐbǐ
Esistono quattro sfumature diverse di strofe in asclepiadeo, dopo la prima forma composta dal Maggiore e dal Minore del primo tipo, ci sono:
- Asclepiadeo II: da 3 asclepiadei minori + 1 gliconeo

X X, - U U-, - U U-, - U U-, X X

X X, - U U-, - U U-, - U U-, X X

X X, - U U-, - U U-, - U U-, X X
	
- - , - U U, - U U

- Asclepiadeo III: da 2 asclepiadei minori + 1 ferecrateo + 1 gliconeo

X X, - U U-, - U U-, - U U-, X X

X X, - U U-, - U U-, - U U-, X X

- - , - U U, - U

- - , - U U, - U U

- Asclepiadeo IV: da 2 gliconei e 2 asclepiadei minori alternati (ABAB)

- - , - U U, - U U

X X, - U U-, - U U-, - U U-, X X

- - , - U U, - U U

X X, - U U-, - U U-, - U U-, X X

### Tipi di componimenti strofici in greco
Questi sistemi strofici sono in uso nella lirica monodica, e più tardi nella poesia ellenistica e in quella latina. La lirica corale, e le parti corali della tragedia, usano invece strofe dalla struttura molto più complessa e che variano molto da un esempio all'altro.
- i componimenti astrofici, privi di un qualsiasi schema fisso. In tale categoria rientrano i sistemi, i kómmoi del dramma (canti divisi tra il coro e gli attori), le monodie del dramma, i ditirambi e i nomoi della lirica corale.

I componimenti strofici, a seconda del loro ordine interno, sono poi ulteriormente divisi in:
- componimenti monostrofici quando la stessa strofe si ripete identica per tutto il poema;
- componimenti epodici, o triade epodica, quando ad una strofe e ad un'antistrofe dalla stessa struttura metrica segue un epodo di struttura differente. Nella lirica corale, l'epodo è sempre ripetuto, secondo lo schema A A B, A' A' B', ecc.; nella tragedia invece l'epodo compare di solito una volta sola, in posizione variabile.

## Il distico
Il distico, formato da una strofa composta di 2 versi in genere uguali metricamente, è a rima baciata (AA).
Un esempio dal Tesoretto di Brunetto Latini, un poemetto in distici di settenari:
"Al valente segnore A

di cui non so migliore A

sulla terra trovare B

ché non avete pare B (..)"
Una variante del distico viene proposta da Giovanni Pascoli e da Giosuè Carducci con una serie di endecasillabi combinati secondo lo schema AB,AB sul modello dell’endecasillabo alessandrino o francese.
Il distico è la stanza più piccola della lirica italiana, proprio per questa sua semplicità difficilmente viene usato da solo nella nostra lirica (contrariamente ad altre tradizioni poetiche come quella inglese che usa il distico eroico o heroic couplets per la poesia epica) più comunemente è utilizzato in combinazione con altri metri semplici.
È utilizzato ad esempio come chiusa dell'ottava.

## La terzina
Possibili rime:

ABA BCB CDC DED... incatenata, terza rima o Dantesca
ABA CBC DED FEF... Terzina doppia (introdotta da Cecco d'Ascoli nel poema didascalico L'Acerba; in strofe a gruppi di sei chiuse da un distico
Né vive in povertate né in difetto,

Né da fortuna può essere dannato;

Ma questa vita e l'altro mondo perde

Chi del savere ha sempre dispetto

Perdendo il bene dello tempo verde.

Chi perde il tempo e virtù non acquista,

Com' più ci pensa, l'alma più sattrista.»
(Cecco d'Ascoli, L'Acerba ver.1177-1184, Ediz. G. Cesari, Ascoli Piceno 1927)
utilizzata anche da Giovanni Pascoli per Il giorno dei morti (sempre a gruppi di sei, ma senza chiusa):
Io vedo (come è questo giorno, oscuro!) A

vedo nel cuore, vedo un camposantoB

con un fosco cipresso alto sul muro. A
E quel cipresso fumido si scaglia C

allo scirocco: a ora a ora in piantoB

sciogliesi l'infinita nuvolaglia. C
O casa di mia gente, unica e mesta, D

o casa di mio padre, unica e muta,E

dove l'inonda e muove la tempesta; D
o camposanto che sì crudi inverni F

hai per mia madre gracile e sparuta,E

oggi ti vedo tutto sempiterni F

[...]
La terzina, che ha di solito la rima incatenata (ABA BCB) e rappresenta il metro caratteristico della poesia didascalica e della poesia allegorica a cui appartiene anche la Divina Commedia di Dante Alighieri, è formata da una strofa di tre versi.

Nella terzina vengono usati più frequentemente gli endecasillabi (fu Giovanni Pascoli ad interrompere la tradizione costruendo terzine di novenari) dove il primo verso rima con il terzo e nella successione delle terzine il secondo verso rima con il primo della terzina che segue.
In alcuni autori dell'Ottocento e del Novecento la rima può non essere incatenata, come nel Pascoli di Myricae.

## La quartina
La quartina, per lo più a rima alternata (ABAB) o incrociata (ABBA) è una strofa composta da quattro versi che, come la terzina, può vivere autonomamente. Si possono cioè avere componimenti di sole quartine come nel caso della poesia Diana di Mario Luzi che è composta da quattro quartine che seguono lo schema ABAB/CDED/FGFG/HILI.

I versi che compongono la quartina di solito sono dello stesso metro e si hanno così quartine composte di 4 endecasillabi o di 4 settenari.

Sono state adottate soluzioni differenti solamente da quei poeti che hanno voluto imitare strofe di origine greco-latina. Un esempio ne è la strofa strofa saffica che è composta da tre endecasillabi e un quinario, oppure la strofa strofa alcaica composta di due doppi quinari, da un novenario e da un decasillabo.
Preludio di Odi Barbare di Giosuè Carducci è un esempio della strofa saffica:
A me la strofe vigile, balzante
co ’l plauso e ’l piede ritmico ne’ cori:
per l’ala a volo io còlgola, si volge
ella e repugna.

## La sestina
La sestina, che ha i primi quattro versi a rima alternata (ABAB) e gli altri due a rima baciata (CC), è un genere metrico composto da sei versi e si distingue tra sestina narrativa (o serventese ritornellato o sesta rima) composta da due distici a rima alternata o incrociata e da un distico a rima baciata (ABABCC;ABBACC) che viene spesso usata per gli argomenti leggeri e scherzosi e Sestina Lirica che è una variante della canzone con una struttura complessa che prevede sei stanze a strofe incatenate e parole-rima interamente ripetute. All'interno di una strofa le parole finali di ciascun verso non rimano tra di loro (ABCDEF) ma ritornano nei versi successivi secondo uno schema preciso chiamato retrogradatio cruciata: ultima, prima, penultima, seconda, terzultima, terza. Esempio: ABCDEF, FAEBDC, CFDABE, ECBFAD, DEACBF, BDFECA. Essa fu creata da Arnaldo Daniello, dai poeti provenzali, ed introdotta in Italia da Dante e da Francesco Petrarca. Essa fu usata da alcuni umanisti come Leon Battista Alberti e la vediamo apparire nei canzonieri del Cinquecento e Seicento e nelle raccolte dell'Arcadia.
Essa viene usata dai poeti tedeschi romantici nell'Ottocento e nel Novecento da Gabriele D'Annunzio, Giuseppe Ungaretti, Franco Fortini.

## La rhyme royal
La rhyme royal, o rime royale, è una strofa di sette pentametri giambici rimati a schema ababbcc5. Essa fu usata da alcuni poeti inglesi (Geoffrey Chaucer, Thomas Wyatt, Edmund Spenser, William Shakespeare, John Milton, William Wordsworth, William Morris, John Masefield e Emma Lazarus).
Pon freno, Musa, a quel sì lungo pianto
ch'amor t'apre dal core,
e vèstiti di ricco e lieto manto:
rendiamo a quella onore
che col vago splendore
facendo il cielo adorno
mostra quand'è più oscuro un chiaro giorno.
(Bernardo Tasso, A Diana)

## L'ottava
L'Ottava, che è formata dai primi sei versi a rima alternata e gli ultimi due a rima baciata è il metro della poesia narrativa e in particolare dei poemi epici-cavallereschi, come l'Orlando furioso di Ludovico Ariosto (che riuscirà ad utilizzarla con grande naturalezza e a sfruttarne tutte le potenzialità, per questo l'ottava ariostesca ha anche il nome di "ottava d'oro") e la Gerusalemme liberata di Torquato Tasso. Essa vive il suo periodo più felice tra il Duecento e il Seicento, successivamente ripresa, anche se occasionalmente, da Giuseppe Giusti, Niccolò Tommaseo e Gabriele D'Annunzio.
Canto l’arme pietose, e ’l Capitano
Che ’l gran sepolcro liberò di Cristo.
Molto egli oprò col senno e con la mano;
Molto soffrì nel glorioso acquisto:
E invan l’Inferno a lui s’oppose; e invano
s’armò d’Asia e di Libia il popol misto:
Chè ’l Ciel gli diè favore, e sotto ai santi
Segni ridusse i suoi compagni erranti.
(Torquato Tasso, Gerusalemme liberata, Canto I, prima stanza)
Se ne attribuisce l'invenzione a Giovanni Boccaccio che la utilizzò per primo in uno dei suoi poemi.
Per distinguerla dall'Ottava siciliana, che non ha il distico finale (ABABABAB), viene spesso chiamata col più preciso nome di "Ottava Toscana".
Tale strofa è usata ancora oggi nella tradizione rurale della Toscana e del Lazio durante i "contrasti" (sfide a suon di ottave improvvisate).
Derivato dell'ottava è l'ottavina, usata prevalentemente durante i contrasti, è un'ottava dove il primo verso deve riprendere sempre l'ultima rima dell'ottava precedente.